# Chitray
Chitray é uma comuna francesa na região administrativa do Centro, no departamento Indre. Estende-se por uma área de 20,88 km². Em 2010 a comuna tinha 189 habitantes (densidade: 9,1 hab./km²).